# Episodi di Mercoledì (seconda stagione)
La seconda stagione della serie televisiva Mercoledì, composta da otto episodi, è distribuita da Netflix in due parti. La prima parte, composta da 4 episodi, è uscita il 6 agosto 2025; la seconda, composta da altri 4 episodi, sarà resa disponibile dal 3 settembre 2025.
Nella seconda stagione, al fianco di Mercoledì (Jenna Ortega) e Mano (Victor Dorobantu), divengono parte fissa del cast anche altri componenti della famiglia Addams, che nella precedente stagione erano apparsi solamente all'interno di singoli episodi: Pugsley (Isaac Ordonez), Morticia (Catherine Zeta-Jones), Gomez (Luis Guzmán) e Lurch (Joonas Suotamo), mentre compaiono in singoli episodi Zio Fester (Fred Armisen) e Hester Frump (Joanna Lumley). 
| n.            | Titolo originale           | Titolo italiano                 | Pubblicazione    |
| Prima parte   | Prima parte                | Prima parte                     | Prima parte      |
| ------------- | -------------------------- | ------------------------------- | ---------------- |
| 1             | Here We Woe Again          | Una tristezza senza fine        | 6 agosto 2025    |
| 2             | The Devil You Woe          | Meglio la tristezza che conosci | 6 agosto 2025    |
| 3             | Call of the Woe            | Il richiamo della tristezza     | 6 agosto 2025    |
| 4             | If These Woes Could Talk   | Se la tristezza avesse voce     | 6 agosto 2025    |
| Seconda parte |                            |                                 |                  |
| 5             | You Reap What You Woe      |                                 | 3 settembre 2025 |
| 6             | Quid Pro Woe               |                                 | 3 settembre 2025 |
| 7             | If You Don't Woe Me by Now |                                 | 3 settembre 2025 |
| 8             | A Murder of Woes           |                                 | 3 settembre 2025 |

## Una tristezza senza fine
- Titolo originale: Here We Woe Again
- Diretto da: Tim Burton
- Scritto da: Alfred Gough e Miles Millar

### Trama
Dopo aver potenziato le sue capacità psichiche abbastanza da riuscire a catturare un serial killer, lo Scotennatore di Kansas City, Mercoledì torna alla Nevermore Academy e scopre di essere diventata una celebrità. Il nuovo preside Barry Dort le offre il posto di studentessa modello durante un falò di inizio anno. Nel suo dormitorio, si rende conto di essere vittima di uno stalker. Pugsley fa fatica a fare amicizia con gli altri studenti durante il suo primo giorno di permanenza alla scuola. Dort convince Morticia a guidare un comitato di raccolta fondi. Dopo che uno stormo di corvi assassini uccide l'investigatore privato Carl Bradbury, l'ex sceriffo Galpin chiede aiuto a Mercoledì per risolvere il caso, ma lei rifiuta. Dort fa pressione su Bianca affinché usi i suoi poteri di sirena per raccogliere fondi, sostenendo che le pressioni finanziarie potrebbero comportare il taglio degli studenti con borsa di studio, come lei. Xavier, che si è trasferito in un'altra scuola, invia a Mercoledì un dipinto che raffigura un corvo con un occhio cieco. Prima del falò e mentre Mercoledì suona la Danza dei cavalieri dal Romeo e Giulietta di Prokofiev al violoncello, lo stalker le ruba il manoscritto. Dopo averlo recuperato dal mezzo del falò, Mercoledì rifiuta pubblicamente ogni elogio per aver salvato la scuola e se ne va infuriata. Dopo aver sentito parlare di un ex studente con un cuore meccanico, morto a causa delle sue pericolose invenzioni, Pugsley lo rianima accidentalmente sotto forma di zombie. Enid insegue Mercoledì, ma quest’ultima crolla dopo aver avuto una visione in cui vede la lapide di Enid in un cimitero infestato dai corvi. Morticia corre in aiuto di Mercoledì.
- Guest star: Haley Joel Osment (Lo Scotennatore di Kansas City)
- Altri interpreti: Owen Painter (Slurp)
- L'episodio contiene un breve filmato in animazione a passo uno, che illustra il flashback del racconto dello studente con il cuore meccanico sepolto sotto l'Albero del Teschio ed è caratterizzato dallo stile distintivo di Tim Burton, con accenni di espressionismo tedesco e figure inquietanti e slanciate simili a manichini, che richiamano il suo cortometraggio del 1982 Vincent.[2][3] Il filmato era stato proposto da Burton agli showrunner Alfred Gough e Miles Millar, dopodiché lo scenografo Mark Scruton ha fornito a Burton un concept design, collaborando con lo studio britannico di stop-motion Mackinnon & Saunders di Altrincham, nei paraggi di Manchester, che aveva già collaborato in precedenza con Burton ad alcuni suoi progetti e ne conosceva bene l'estetica.[2][3] Il team ha rivelato a The Hollywood Reporter che l'intera produzione del filmato ha richiesto otto mesi di lavorazione.[2][3]

## Meglio la tristezza che conosci
- Titolo originale: The Devil You Woe
- Diretto da: Paco Cabezas
- Scritto da: Matt Lambert

### Trama
Mercoledì cerca Galpin per aiutarlo a indagare sull'omicidio di Bradbury, ma lo trova ucciso dai corvi, e i suoi poteri psichici falliscono mentre indaga. Durante il Primo Sentriolato di Nevermore, Mercoledì trova uno degli occhi di Galpin nel dormitorio. Pugsley rivela Slurp, lo zombie che ha incatenato e tiene come animale domestico, a Eugene, ma alla fine fugge. Mercoledì si pone come Enid durante una lezione di guida, requisisce l'auto e guida al Willow Hill Psychiatric Hospital, dove Tyler è confinato. Dopo aver incontrato lo psichiatra di Tyler, la dott. Rachael Fairburn, Mercoledì parla con Tyler, e gli racconta della morte di suo padre. Enid e la sua cotta dei lupi mannari Bruno vengono rapiti e Mercoledì risolve una serie di enigmi per impedire loro di essere uccisi e li libera. Agnes DeMille, una studentessa con poteri di invisibilità, si rivela come lo stalker, e ammette di aver pianificato gli enigmi e rubato il manoscritto di Mercoledì per attirare la sua attenzione, ma nega il coinvolgimento nell'omicidio di Galpin. Bianca cerca di convincere Morticia a chiedere a sua madre, Hester Frump, una donazione, ma Morticia declina. Dopo che Bianca scopre che Dort è protetto dagli effetti dei suoi poteri di sirena, è costretta a usarli su Morticia. Mano ammette a Mercoledì che Morticia ha preso il libro di Goody Addams.
- Guest star: Christopher Lloyd (Professor Orloff), Hunter Doohan (Tyler Galpin)
- Altri interpreti: Owen Painter (Slurp)

## Il richiamo della tristezza
- Titolo originale: Call of the Woe
- Diretto da: Paco Cabezas
- Scritto da: Valentina Garza

### Trama
Al funerale di Galpin, la dott.ssa Fairburn dice a Mercoledì che Galpin ha visitato Tyler una volta, facendo sì che Tyler si trasformasse nella sua forma Hyde. In un hotel locale, Bianca visita sua madre Gabrielle, che si nasconde in seguito al crollo del culto del suo ex marito. Mercoledì entra nel telefono di Galpin e apprende che il "Deposito" è una baita da caccia che hanno usato come caveau. Mercoledì decide di partecipare al primo viaggio in campeggio della Nevermore per indagare, ma anche i suoi genitori vengono al campo. Pugsley porta con sé Slurp in modo che non sia lasciato incustodito. Una doppia prenotazione porta a competere con i Cadetti della Fenice per l'utilizzo del campeggio, e la Nevermore vince. Al "Deposito", Mercoledì scopre ritagli di giornale che riportano necrologi della morte di pazienti reietti di Willow Hill,tutti collegati al nome 'Lois'. Nel tentativo di riconquistare il libro di Goody, Mercoledì sfida Morticia a un duello cieco, che accetta a condizione che se vince, possa bruciare il libro; Morticia vince. Quando i Cadetti della Fenice tentano di razziare il campeggio, rilasciano accidentalmente Slurp, che uccide il loro capo scout e fugge nel bosco. Mercoledì salva sua madre da Slurp che tenta di aggredirla,lo zombie viene trasferito a Willow Hill, dove anche Laurel Gates è una nuova paziente.
- Guest star: Christina Ricci (Laurel Gates)
- Altri interpreti: Owen Painter (Slurp)

## Se la tristezza avesse voce
- Titolo originale: If These Woes Could Talk
- Diretto da: Tim Burton
- Scritto da: Lauren Otero

### Trama
Mercoledì apprende che i certificati di morte dei pazienti reietti di Willow Hill "morti" sono stati tutti firmati da Augustus Stonehurst, ora un paziente a Willow Hill. Quando sua madre Hester Frump si offre di fare una ricca donazione alla Nevermore in cambio del libro di Goody, Morticia getta il libro nel camino. Fester si infiltra a Willow Hill per scoprire chi è 'Lois'. La distruzione di una stanza d'albergo per assicurarsi il suo arresto fa si che anche la madre di Bianca venga arrestata. Bianca e Ajax la salvano dalla custodia e la nascondono alla Nevermore. Il piano di Fester è sventato e viene messo nella stessa cella di Slurp. Mercoledì lo salva, mentre Slurp fugge scatenando il caos in tutta la struttura. Mercoledì e Fester scoprono che "LOIS" (Long-term Outcast Integration Study) è un programma segreto per trasferire i poteri dei reietti nei normali, e i presunti pazienti di Willow Hill sono ancora tenuti prigionieri. L'assistente esecutiva della Fairburn si rivela essere la figlia di Stonehurst. Continuando il lavoro di suo padre, subì esperimenti per diventare un aviario, in grado di controllare gli uccelli. Dopo che Fester ha rilasciato i detenuti di LOIS, Laurel libera Tyler, ma lui la uccide, mentre Slurp uccide la dott.ssa Fairburn e Stonehurst. Mercoledì incontra Tyler trasformato in Hyde, che la butta fuori da una finestra e fugge dal manicomio.
- Guest star: Fred Armisen (Zio Fester); Christina Ricci (Laurel Gates); Joanna Lumley (Hester Frump); Christopher Lloyd (Professor Orloff), Hunter Doohan (Tyler Galpin)
- Altri interpreti: Owen Painter (Slurp), Eugenia Caruso (Louise)